# Cacicus oseryi
O japu-de-capacete (Cacicus oseryi) é uma espécie de ave da família Icteridae.
Pode ser encontrada nos seguintes países: Bolívia, Brasil, Equador e Peru. Seus habitats naturais são: florestas subtropicais ou tropicais húmidas de baixa altitude.